# Andrés Trobat
Andrés Trobat Garcias (* 4. Dezember 1925 in Algaida; † 30. März 2011 ebenda) war ein spanischer Radrennfahrer und nationaler Meister im Radsport.

## Sportliche Laufbahn
Trobat war Straßenradsportler und von 1948 bis 1960 als Berufsfahrer aktiv. Er startete für verschiedene spanische Radsportteams.
1950 gewann er die Meisterschaft der Balearen im Straßenrennen und eine Etappe der Vuelta a España. In der folgenden Saison war er auf einer Etappe der Kastilien-Rundfahrt erfolgreich und wurde spanischer Vize-Meister hinter Bernardo Ruiz, 1952 gewann er die nationale Meisterschaft im Straßenrennen vor José Mateo. 1953 war er Zweiter hinter Francisco Masip im Meisterschaftsrennen geworden. Weitere Siege holte er in den Eintagesrennen Gran Premio Torrelavega 1953 und im Gran Premio Pascuas 1954. Das Etappenrennen Vuelta a los Pirineos gewann Trobat 1955. Etappensiege holte er in der Vuelta de Valladolid 1954 und in der Andalusien-Rundfahrt 1957. Zweite Plätze gewann er in den Rennen Circuito Ribera de Jalón 1951 und Gran Premio Ribera (heute Gran Premio Miguel Indurain) 1955.
Trobat bestritt alle Gran Tours.

## Grand-Tour-Platzierungen
| Grand Tour            | 1950 | 1951 | 1952 | 1953 | 1954 | 1955 | 1956 | 1957 | 1958 | 1959 |
| --------------------- | ---- | ---- | ---- | ---- | ---- | ---- | ---- | ---- | ---- | ---- |
| Vuelta a EspañaVuelta | 12   | –    | –    | –    | –    | 15   | DNF  | DNF  | DNF  | 21   |
| Giro d’ItaliaGiro     | –    | –    | DNF  | 41   | –    | –    | –    | –    | –    | –    |
| Tour de FranceTour    |      | –    | 42   | 24   | 37   | –    | –    | DNF  | –    | –    |